# Cherchez la femme (émission de télévision)
Pour les articles homonymes, voir Cherchez la femme.
Cherchez la femme (W le donne) est un jeu télévisé présenté par Amanda Lear et Christian Morin, et diffusé du 22 février au 20 juin 1986, tous les samedis à 20h30 sur La Cinq. Son concept est d'origine italienne.

## Origine
Le titre de l'émission fait référence à l'expression française « Cherchez la femme » qui sous-entend que l'homme se comporte d'une façon inexplicable parce qu'il essaie de dissimuler une aventure avec une femme, ou essaie d'impressionner ou de gagner les faveurs d'une femme.
L'expression vient du roman Les Mohicans de Paris de 1854 par Alexandre Dumas (père). La première utilisation dans le roman est :

« Cherchez la femme, pardieu ! Cherchez la femme ! »

La phrase est répétée à plusieurs reprises dans le roman. Dumas a également utilisé l'expression dans son adaptation théâtrale de 1864, où on peut lire :

« Il y a une femme dans toutes les affaires ; aussitôt qu'on me fait un rapport, je dis : « Cherchez la femme ! » »

L'expression correspond à un cliché de la littérature de gare policière : quel que soit le problème, une femme en est souvent la cause. Elle en est venue à désigner aussi les explications qui donnent automatiquement la même cause à tous les problèmes, quels qu'en soient les aspects spécifiques.
D'autres y voient une référence à la revue de Coccinelle, une femme trans française. Sur les planches de l'Olympia en 1963 - 1964, sa revue se nommait Chercher la Femme. Ce rapprochement appuie les rumeurs de la transidentité d'Amanda Lear.

## Historique
L'émission Cherchez la femme est adaptée du concept italien W le donne (prononcez "Viva le donne")
Pour les textes des deux présentateurs de la version française, on fera appel aux auteurs Didier Kaminka, et Pierre Aknine. Les reportages et caméras cachées seront tournés par Sygma télévision.
Cependant en France, le divertissement sera un échec d'audience pour la chaîne qui retirera le jeu 4 mois plus tard, le 20 juin 1986.

## Artistes participants
Charlotte Gainsbourg, Eddy Mitchell, et Charlotte de Turckheim étaient les premiers invités vedettes de l'émission française.
Au fil des semaines, d'autres artistes ont participé à cette émission comme : Jeanne Mas, Carlos, Sylvie Vartan, Mireille Mathieu, Thierry Lhermitte, Serge Gainsbourg, Herbert Léonard.

## Concept
Quatre candidates vont tenter de séduire le public en utilisant l'improvisation et le charme sur le plateau, et au cours de caméras cachées. Finalement, ce n'est pas forcément la plus belle qui remportera la partie, mais celle qui aura su séduire les spectateurs. La gagnante élue femme de la semaine, remporte un manteau de fourrure et un voyage aux Maldives.
Le générique de fin est la chanson Les femmes, interprétée par Amanda Lear; adapté du générique de fin italien: Women.

## Déroulement
En trois manches
- la capacité de persuasion
- La beauté
- Le talent : dans trois disciplines, le chant, la danse et la comédie.